# یادواره (آینه سیاه)
یادواره (به انگلیسی: Eulogy)، پنجمین قسمت از فصل هفتم مجموعه آنتولوژی علمی‌تخیلی بریتانیایی آینه سیاه است. فیلم‌نامه این قسمت توسط خالق سریال آینه سیاه یعنی چارلی بروکر با همراهی الا رود نوشته شده و کریس برت و لوک تیلور به صورت مشترک آن را کارگردانی کرده‌اند. پل جیاماتی و پاتسی فران دو بازیگر اصلی این قسمت هستند. یادواره به همراه تمام قسمت‌های دیگر فصل هفتم در تاریخ ۱۰ آوریل ۲۰۲۵ توسط نتفلیکس منتشر شد.
داستان یادواره دربارهٔ مرد پا به سن گذاشته و منزوی به نام فیلیپ است که به تنهایی در خانه خود زندگی می‌کند. یک شرکت با نام «یادواره» با فیلیپ تماس گرفته و به او خبر می‌دهد که کارول که عشق قدیمی و دوران جوانی فیلیپ بوده از دنیا رفته و حالا این شرکت از طرف خانواده کارول مأموریت دارد تا خاطرات خوب کارول را از طریق کسانی که او را می‌شناختند جمع‌آوری کرده و در مراسم یادبود او پخش کنند. پیشنهادی که در ابتدا خیلی عجیب به نظر می‌رسد، فیلیپ را به سفری سخت به گذشته می‌برد. جایی که او مجبور است تمام اوج و فرود رابطه عاطفی که با کارول داشته را مرور کند و این کار باعث می‌شود تصویر دقیق‌تری از رابطه‌ای که با او داشته به دست بیاورد.
یادواره با واکنش گسترده بسیار مثبت منتقدان و تماشاگران همراه بود و در زمینه فیلم‌نامه، فضاسازی و اجرای جیاماتی تحسین شد. منتقدان، یادواره را بهترین قسمت فصل هفتم و یکی از بهترین اپیزودهای کل مجموعه آینه سیاه توصیف کردند. ایده اصلی این قسمت پس از تماشای مستند بیتلز: بازگشت (۲۰۲۱) که در آن از فناوری برای ترمیم و جان بخشیدن به عکس‌ها و صداهای باقی مانده از گروه بیتلز استفاده شده به ذهن بروکر رسید.